# جلال سجده‌ای

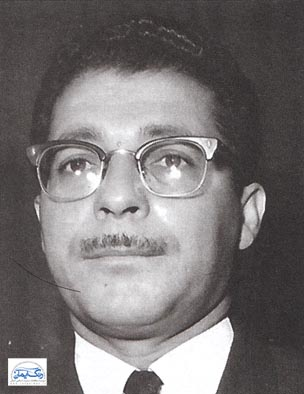
سرتیپ جلال سجده ای

سرتیپ جلال سجده‌ای زاده ۱۳۰۶ در شهر رشت "رئیس ساواک زنجان و ریاست سه سال کمیته مشترک ضد خرابکاری حکومت پهلوی را بعهده داشت.
دادگاه انقلاب اسلامی در تاریخ ۳۰ آذر ۱۳۶۰ وی را به مرگ محکوم کرد که این حکم در روز ۲ دی ماه ۱۳۶۰ در تهران به اجرا گذاشته شد.
خبر اعدام وی، همراه با ۲۱ نفر دیگر در روزنامه‌های جمهوری اسلامی و کیهان به نقل از روابط عمومی دادستانی کل انقلاب جمهوری اسلامی ایران در تاریخ ۵ دی ۱۳۶۰ منتشر شد.